# FIFA 64
FIFA 64 ist eine Fußballsimulation die im Frühjahr 1997 exklusiv für das Nintendo 64 erschien.

## Spielprinzip
Das Spiel entspricht größtenteils FIFA 97 und setzt das bekannte Prinzip der Reihe fort. Es stehen 18 bis 64 Fußballvereine aus fünf Ländern zur Verfügung sowie diverse Nationalmannschaften bereit. Insgesamt gibt es über 150 Teams.
Der Hallen-Modus wurde ersatzlos gestrichen. Speichern ist mangels Batterie nur via Controller Pak möglich.

## Kritiken
Insgesamt erhielt das Spiel schlechterer Kritiken im Gegensatz zu anderen Teilen der Spielreihe:
- Fun Generation 6/97: 4 von 10 (Grafik 5/10, Sound 9/10)
- Mega Fun 6/97: 74 % (Grafik 58 %, Sound 78 %)
- Video Games 5/97: 62 % (Grafik 77 %, Sound 79 %)[1]

Der „Klassik-Test“ aus der M! Games begründet die Wertung i.H.v. 69 % wie folgt:

„Technisch erschreckend schwaches ”FIFA”-Update mit liebloser Präsentation und gnadenlos ruckelnder 3D-Optik.“